# Mediimorda bipunctata
Mediimorda bipunctata là một loài bọ cánh cứng trong họ Mordellidae. Loài này được Germain miêu tả khoa học năm 1827.